# Topobea brachyura
Topobea brachyura là một loài thực vật có hoa trong họ Mua. Loài này được (Gleason) Wurdack miêu tả khoa học đầu tiên năm 1957.